# 橫紋擬麗魚
橫紋擬麗魚為輻鰭魚綱鱸形目隆頭魚亞目慈鯛科的一種。被IUCN列為次級保育動物。

## 分布
本魚分布於東非馬拉威湖。

## 特徵
本魚體色以棕色為底，身體上顏色有相當多種，有黃色、藍色、橘色甚至白色，因此外貌特徵難以描述。魚體上具有許多模糊的深色直條紋。雌魚和雄魚相比，顏色較淡。眼大，高位。背鰭圓形。體長可達14公分。

## 生態
本魚棲息在湖泊的岩石區，屬雜食性，以藻類、浮游生物為食，具有領域性。

## 經濟利用
屬於高經濟價值的觀賞魚。